# San Lucas Pío
San Lucas Pío es una localidad mexicana ubicada en el estado de Michoacán, dentro del municipio de Indaparapeo.

## Geografía
San Lucas Pío se localiza en el noreste del municipio de Indaparapeo y del estado de Michoacán. Se encuentra a 1864 m s. n. m. y cubre un área de 1.77 km².

## Demografía
De acuerdo con el censo de 2020, San Lucas Pío tenía un total de 3871 habitantes, de los cuales 1975 eran mujeres y 1896, hombres.
Había 921 viviendas habitadas, con un promedio de 4.2 ocupantes por vivienda y 1.29 por habitación.
| Gráfica de evolución demográfica de San Lucas Pío entre 1900 y 2020 |
|                                                                     |
| Fuente: Instituto Nacional de Estadística y Geografía.              |